# Kościół św. Jana Chrzciciela we Włocławku
Późnogotycki kościół św. Jana Chrzciciela we Włocławku, dawna fara miejska, został zbudowany w 1538 r., na miejscu świątyni opisywanej w 1065 r.
Budowla stoi nad Wisłą, przy Starym Rynku. Jest to jednonawowy kościół o dwuprzęsłowym prezbiterium zamkniętym pierwotnie prostą ścianą, a obecnie węższą i niższą od niego półkolistą apsydą. Nawa jest również dwuprzęsłowa, o takiej samej szerokości i wysokości co prezbiterium, oddzielona od niego ostrołukowym łukiem tęczowym. Od zachodu do nawy przylega przysadzista trójkondygnacyjna wieża zwieńczona barokowym hełmem baniastym z latarnią.
Do wyposażenia wnętrza, utrzymanego w stylu późnobarokowym i rokokowym, należą m.in.: ołtarz główny z 1 połowy XVIII w., dwa ołtarze boczne z 3 ćwierci XVIII w., obraz Anioła Stróża (1635 r.), barokowa chrzcielnica (XVII w.) i rokokowa ambona z XVII w.

## Historia
Budowa kościoła rozpoczęła się na przełomie XIV i XV wieku w miejscu dawnej budowli na wzgórzu nad Wisłą. W 1538 roku została konsekrowana i oddana do użytku. Jego bryła została stopniowo uzupełniona rozbudowami: w 1565 r. powstała od północy kaplica pw. Jedenastu Tysięcy Dziewic, obecnie pw. Pięciu Ran Chrystusa i św. Zyty, w 1580 r. dostawiono od zachodu wieżę, w 1622 powiększono prezbiterium o półkolistą apsydę, a w 1635 r. dobudowano od południa kaplicę pw. Aniołów Stróżów, obecnie pw. Matki Boskiej Szkaplerznej.
W 1780 roku dobudowana została niewielka wieżyczka na środku dachu kościoła.
W przeszłości fara bywała wiele razy zalewana w wyniku powodzi. Dwie takie powodzie upamiętniają wyryte na cegłach ściany daty. Dopiero powstanie Bulwarów w XIX wieku zapobiegło zalewaniu kościoła.
W 1650 roku erygowano bractwo Aniołów Stróżów, którzy opiekowali się kaplicą południową. Wcześniej opiekował się nim cech krawiecki. Umieszczono w nim ołtarz Św. Barbary i Klemensa, nad którym pieczę sprawował cech rybacki.
W 1741 roku papież Benedykt XIV erygował bractwo filadelficzne, którego siedzibą była kaplica pw. Jedenastu Tysięcy Dziewic.
W 1921 roku mieszkańcy ufundowali votum w postaci obrazu Matki Boskiej Częstochowskiej w srebrnej sukni. Okazali w ten sposób wdzięczność za ocalenie kraju przed bolszewikami.

## Galeria

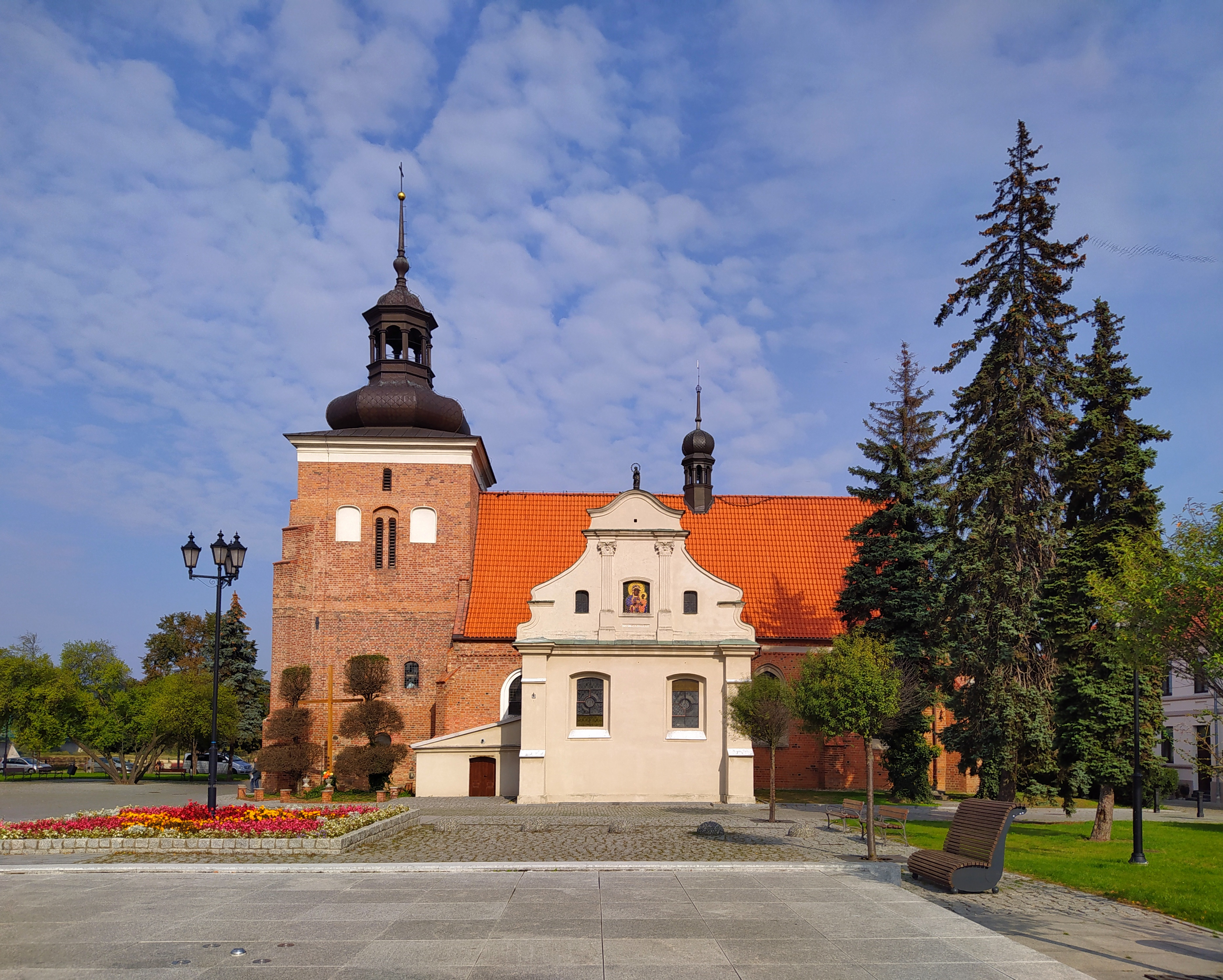
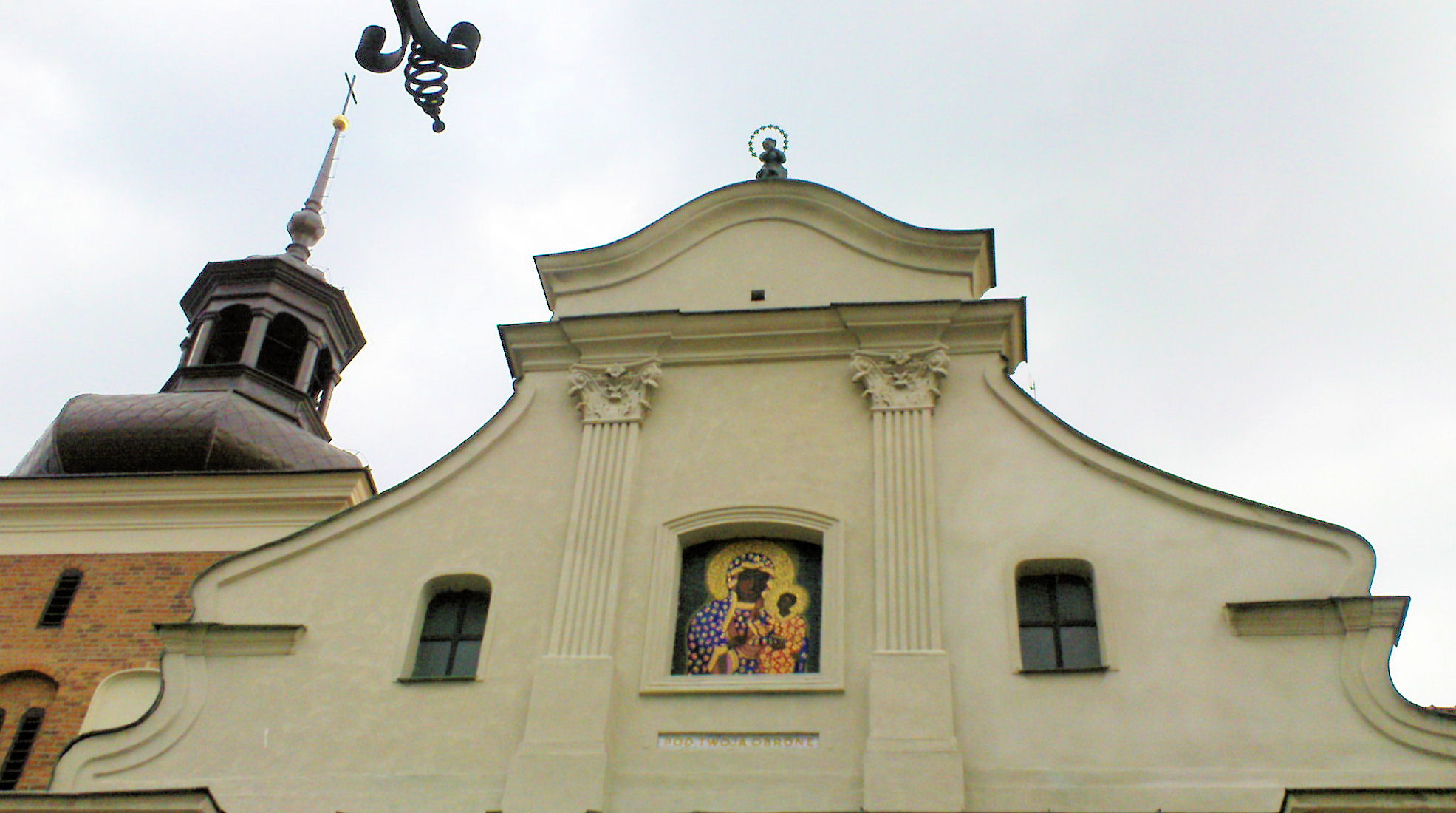
Szczyt kaplicy z obrazem Matki Bożej
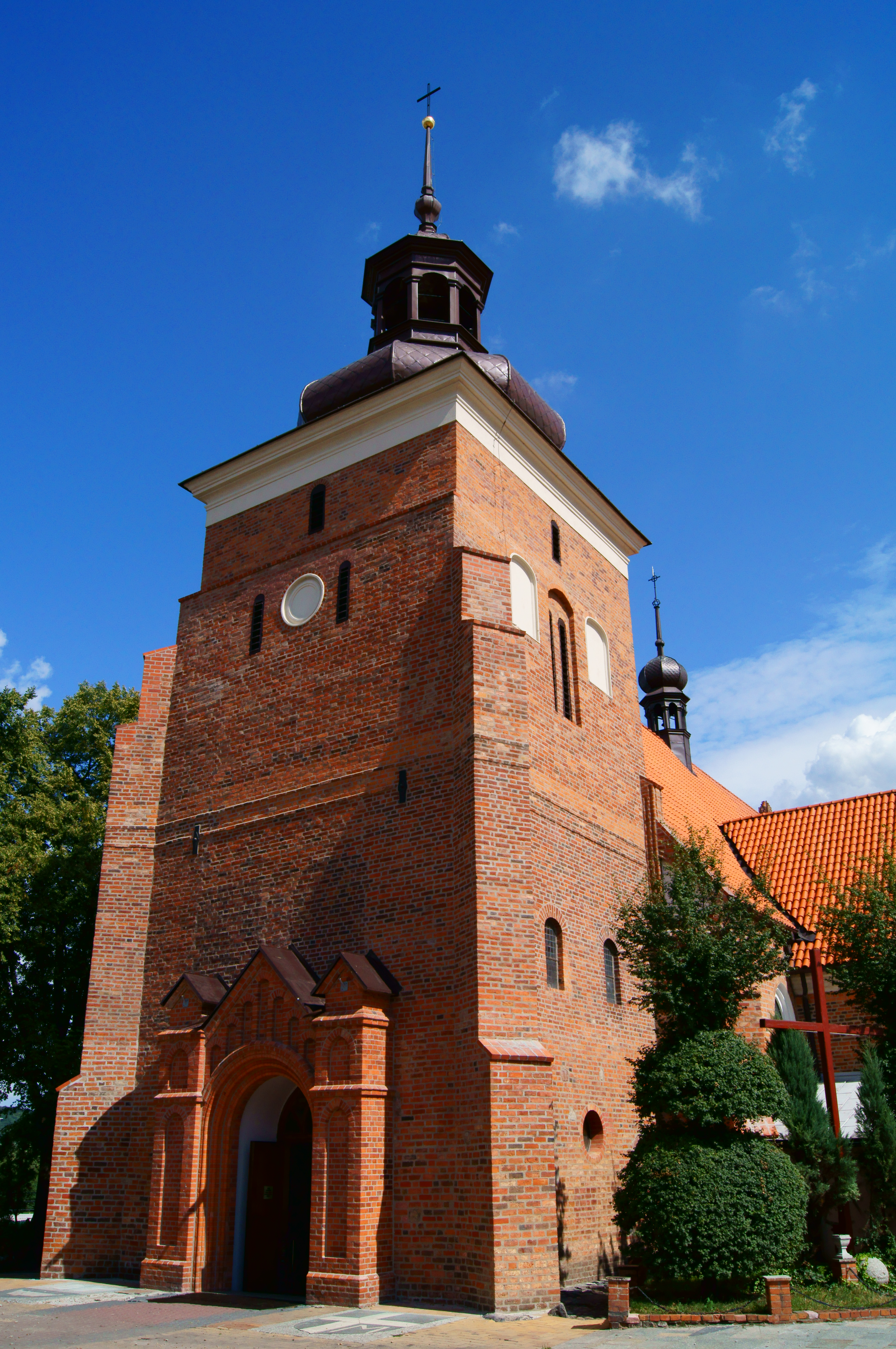
Wieża kościoła z wejściem
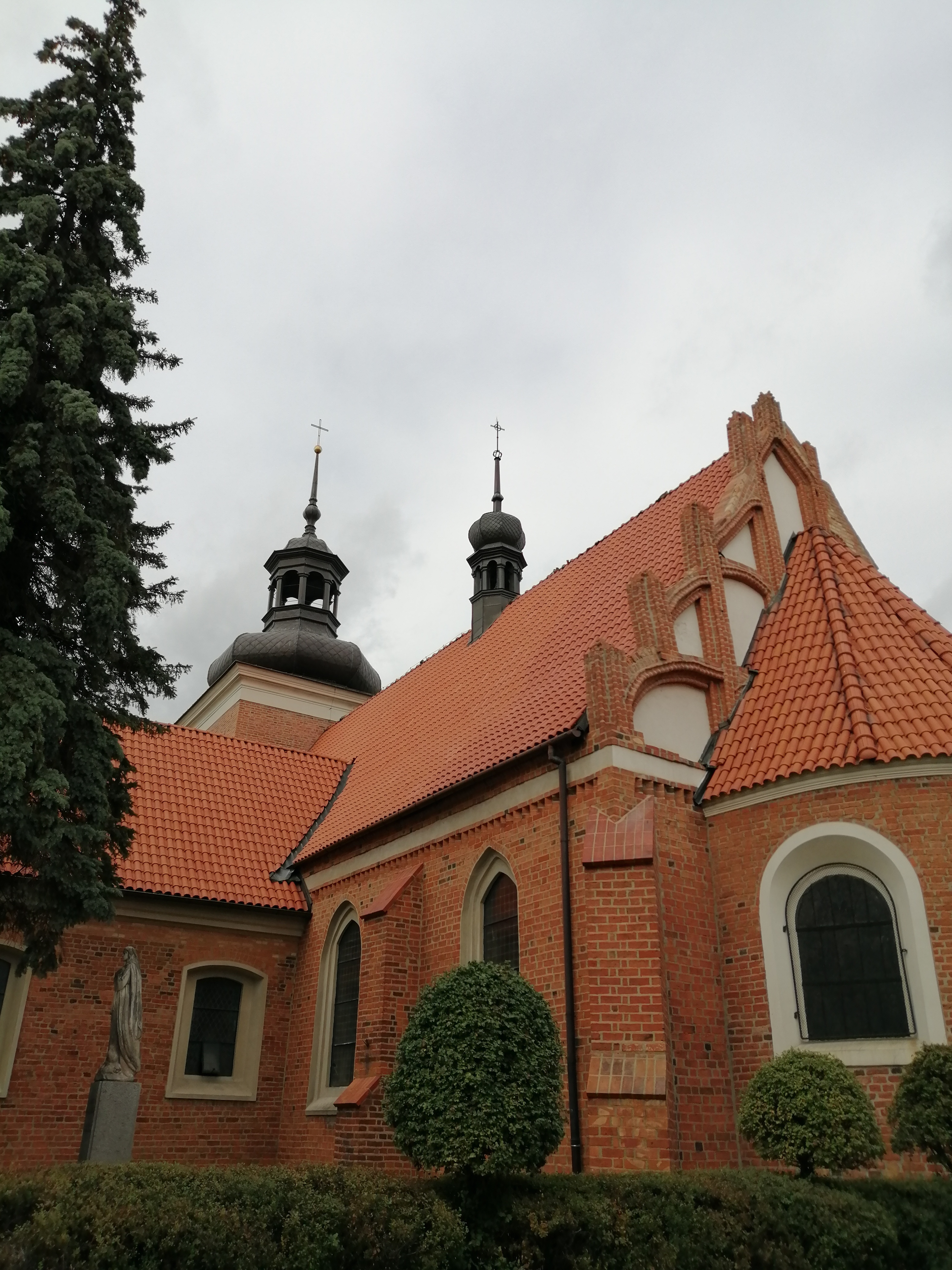
Prezbiterium
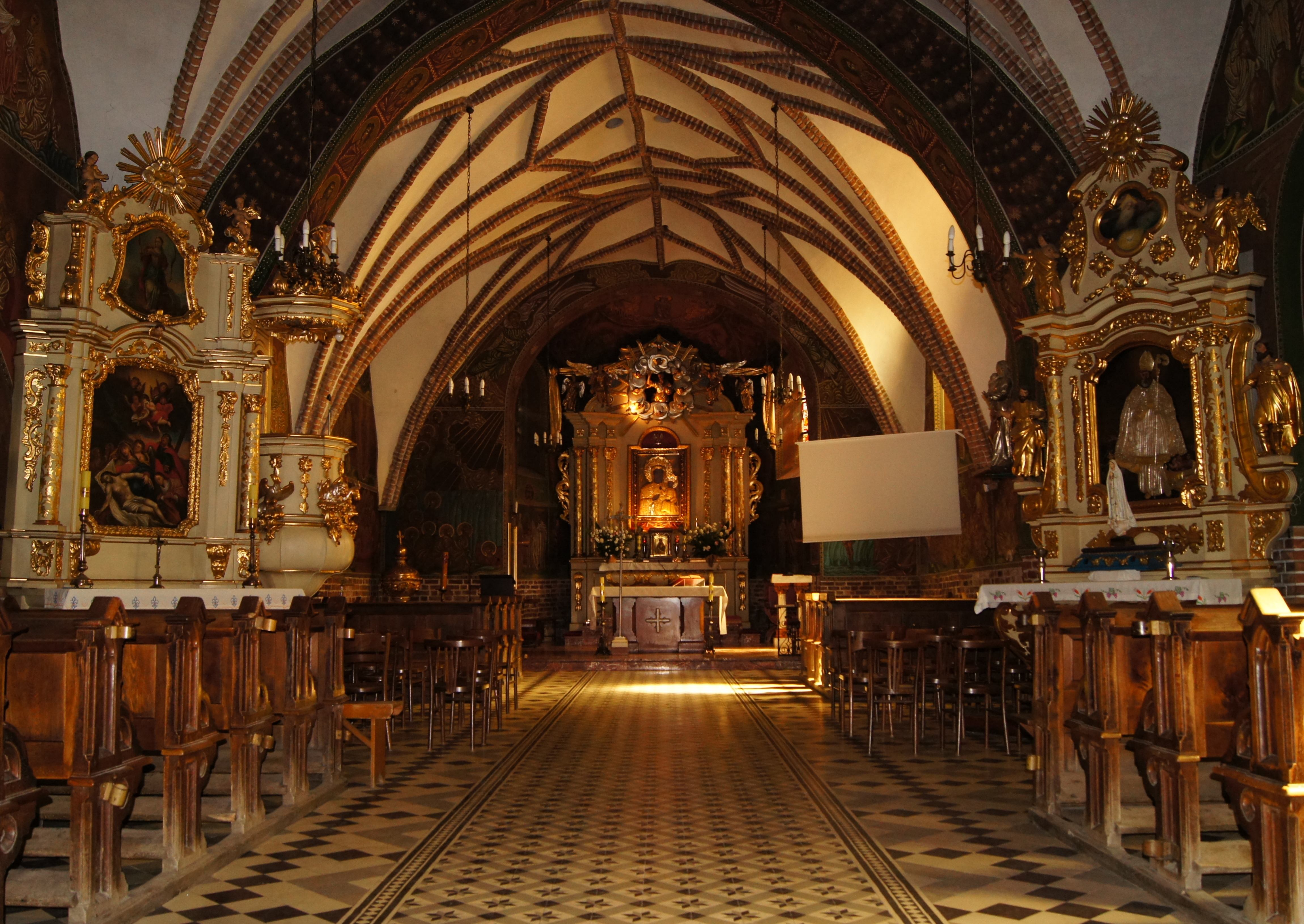
Wnętrze kościoła
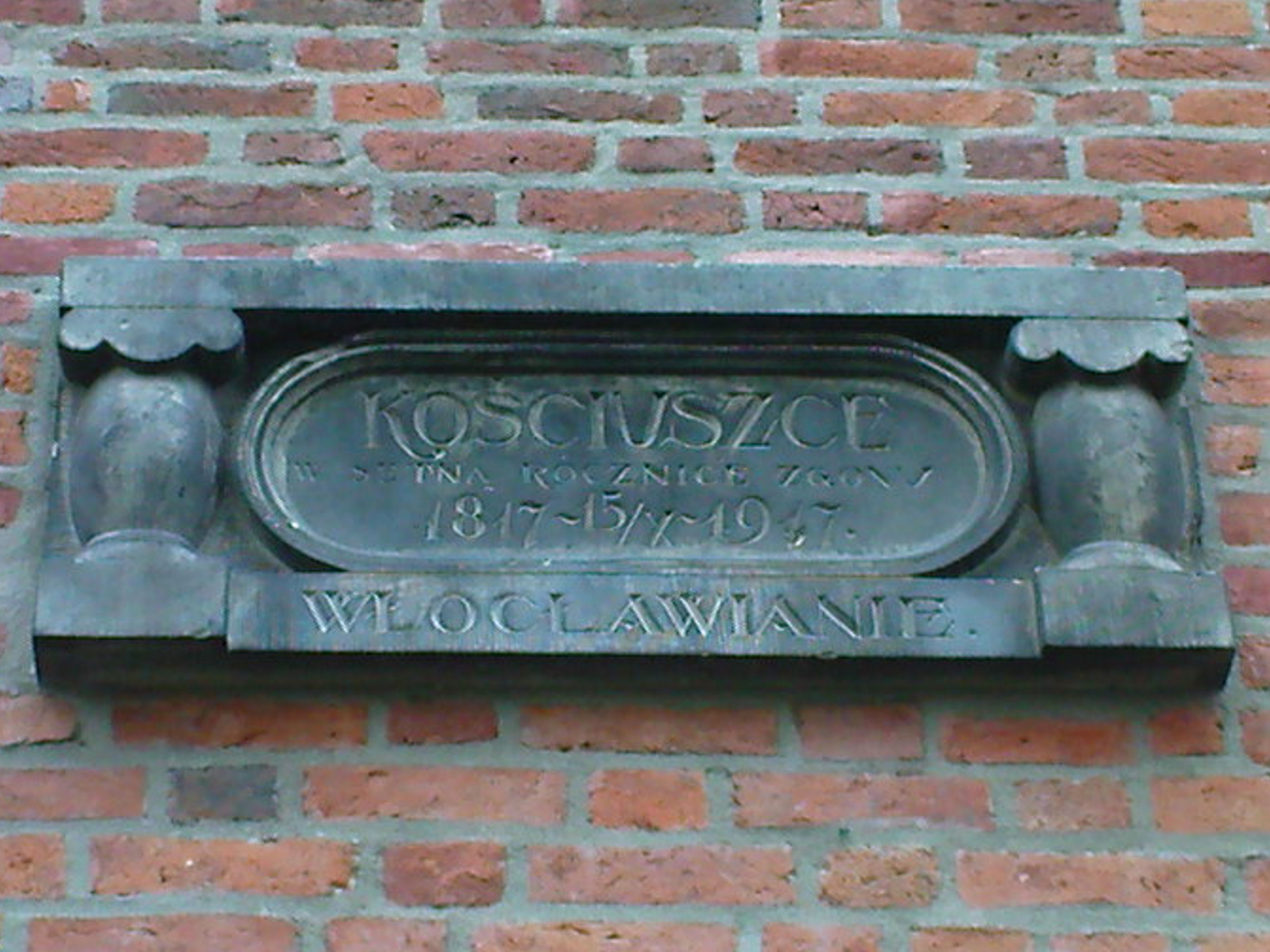
Tablica wmurowana w ścianę kościoła, w setną rocznicę śmierci Tadeusza Kościuszki